# Symphanodes
Symphanodes là một chi nhện trong họ Gnaphosidae.